# Colemak

Colemak

Colemak är en tangentbordslayout skapad av Shai Coleman 2006. Colemak skapades för att vara ett alternativ till främst Dvorak (och i förlängningen även Qwerty). Colemak sägs vara lättare än Dvorak att lära sig för Qwerty-skrivare eftersom den strävar efter att flytta på så få tangenter som möjligt. Colemak är optimerat för touch typing och är tänkt att gå snabbt och ergonomiskt att skriva på. Colemak är inkluderat i flertalet stora BSD-varianter och Linux-distributioner i och med att det följer med Xorg.
Officiellt stöd för Colemak finns till plattformarna Windows, Linux och OS X. Colemak finns även inofficiellt till flertalet andra plattformar, bland annat Iphone (detta kräver jailbreaking).

## Andra tangentbordslayouter
- Qwerty
- Dvorak
- Svorak